# Monnow Bridge
Monnow Bridge i Monmouth, Wales, er den eneste tilbageværende befæstede flodbro fra middelalderen i Storbritannien, hvor der stadig findes et porttårn. Broen går over floden Monnow omkring 500 m, inden den løber sammen med Wye. Broen er nu kun for fodgængere og et beskyttet bygningsværk af første grad i Storbritannien.

## Tidlig historie
Den nuværende bro stammer fra sent i det 13. århundrede (1272 er ofte nævnt som indvielsesår, men der er ikke noget egentligt bevis herfor). På det tidspunkt erstattede stenbroen en tidligere træbro. I forbindelse med arbejde med at øge beskyttelsen mod oversvømmelser i 1988 fandt man rester af en sådan træbro direkte under den nuværende bro, og dendrokronologiske undersøgelser af tømmeret viste, at det stammede fra træer, der var fældet et sted mellem 1123 og 1169. Nogle kilder antyder, at broen og den nærtliggende St. Thomas Kirke blev skadet af ild under slaget om Monmouth i 1233 mellem støtter af kong Henrik 3. af England og Richard Marshal.
Stenbroen er bygget af Old Red Sandstone med tre buer på sekskantede bropiller, der skaber bolværk mod vandet. Porttårnet, kaldet Monnow Gate, som giver broen sit bemærkelsesværdige udseende, blev opført i slutningen af det 13. eller begyndelsen af det 14. århundrede, nogle år efter selve broens opførelse. I 1292 gav kong Edvard 1. til Monmouth på anmodning af hans nevø Henry af Lancaster en såkaldt murage. Denne tillod og muliggjorde for byens beboere at opføre en bymur og -port til forsvar og beskyttelse. I 1315 var dette arbejde fortsat ikke afsluttet eller behøvede reparation på et tidspunkt, hvor tilladelsen blev fornyet. På den tid var broen noget smallere end nu, og trafikken skulle passere under et faldgitter – furerne fra der, hvor gitteret gik ned, kan stadig ses. – og under en enkelt bue. De markante buer på tårnets side blev tilføjet på et senere tidspunkt i middelalderen, muligvis i slutningen af det 14. århundrede.
Ifølge en lokal historiker, Keith Kissack, var porttårnet ikke særlig effektivt som forsvarsværk for Monmouth, idet floden kunne passeres til fods lidt længere oppe ad strømmen. Alligevel gav tårnet den anglonormanniske befolkning i byen nogen beskyttelse mod angreb fra walisiske beboere i området omkring byen, og desuden fungerede det som kontrolsted, hvor man kunne opkræve afgifter af besøgende til markedet i byen. Retten til at opkræve afgifter var blevet givet i kongelige dekreter fra 1297 og 1315 samt i efterfølgende købstadsprivilegier.

## Efterfølgende aktiviteter og ændringer
Hverken byen Monmouth eller slottet blev angrebet under Owain Glyndŵrs oprør, mens de nærtliggende Abergavenny og Grosmont blev brændt ned under opstanden, og byen led under ødelæggelserne i omegnen. Et par hundrede år senere under den engelske borgerkrig skiftede byen hænder flere gange, og i 1645 var broen kampplads for en træfning mellem royalistiske soldater fra Raglan Castle og rundhoveder under oberst Kirle. I 1705 havde porten brug for reparation. Det oprindelige brystværn blev udskiftet med solide mure, og bygningen blev renoveret, så den blev til et toetages beboelseshus med udvidelser, der strakte sig ud over broens sider over floden. Huset blev så udlejet til en portvagt, der fik til opgave at vedligholde bygningen. Dele af bygningen blev bevaret som forvaringshus, og efterfølgende blev både bro og porthuset repareret i perioden 1771-75. Porthuset blev efter 1804 ikke længere anvendt til beboelse.
De dele af bygningen, der var opført som udvidelser, blev revet ned igen i 1815, og i 1819 blev der etableret en fodgængerpassage gennem bygningen på den side af broen, der vendte mod flodens udspring, for at lette trafikstrømmen over broen. Før 1830 var tårnet ejet af Monmouth Corporation, men derpå blev den overdraget til hertugen af Beaufort i forbindelse med en ejendomshandel. Tårnets tag blev renoveret i 1832, hvor det fik større udhæng og fire dekorative kragsten på hver side. En ny passage blev i 1845 tilføjet på den modsatte side af broen i forhold til den første fodgængerpassage. Herefter er strukturen af broen basalt set forblevet uændret, trods flere reparations- og vedligeholdsprojekter. Ejerskabet blev overdraget til byen i 1900, hvilket kan ses på et messingskilt på tårnet.
Indtil midten af det 19. århundrede var broen skueplads for årlige slag mellem rivaliserende grupper fra selve Monmouth og Overmonnow (sidstnævnte kaldet "Huebyen", idet der her blev fremstillet de såkaldte Monmouth-huer. Slagene fandt sted 1. og 29. maj, og de to parter var bevæbnet med koste, der var forstærket med sten. Kampene blev forbudt i 1858.

## Ind i det tyvende århundrede
Fra 1889 til 1902 blev der iværksat et større renoveringsarbejde på broen, hvor man indledte arbejdet med at redde det nedstyrtningstruede tårn ved at sætte to kraftige jernstænger ind, der kunne holde de to sider af tårnet sammen. Enderne af disse to stænger kan fortsat ses. I 1892 begyndte arbejdet på buerne og broens piller, da man havde opdaget, at erosion af flodbredden havde betydet alvorlig underminering af pillerne. Perioden med renovering blev afsluttet med vedligehold af tårnets yderside fra midten af 1890'erne til 1897. Tagrender og nedløbsrør blev tilføjet, ødelagte sten blev udskiftet med blokke af Old Red Sandstone, og den korsformede revne på forsiden til venstre blev genetableret for at skabe symmetri. I april 1893 blev den første gadelygte sat op, og i 1920 blev der sat elektriske lygter op i toppen. I 1960'erne blev alle lamper pillet ned, og broen er nu udelukkende belyst fra flodsiden.
I løbet af det 20. århundrede tiltog trafikken på broen og med den dårlige belysning og dårligt udsyn, blandt andet på grund af den pukkel, der er midt på broen, opstod der flere ulykker og trafikpropper. Dette førte til flere løsningsforslag, og da broen fik status af nationalt monument i 1923, opstod der ideen om en ny kørebro. Den nye vej A40, der blev anlagt 1965-66, betød, at megen trafik nu helt gik uden om Monmouth, og et forslag fra distriktstyret i 1981 for byens midte omfattede ideen om en ny bro. Efter en alvorlig ulykke 18. maj 1982, hvor en dobbeltdækkerbus forsøgte at komme ind i byen via broen, var broen lukket i en måned for en større reparation. Ove Arup og partnere gennemførte i 1999 en forundersøgelse af muligheden for at anlægge en bro et stykke fra Monnow Bridge, men dette projekt blev aldrig til noget. Alligevel blev der opført en ny kørebro over Monnow til lokal kørsel; denne blev indviet 15. marts 2004, hvorpå den gamle bro blev en ren fodgængerbro. Projektet medførte også nedrivning af byens gamle kvægmarked. For at markere årtusindskiftet lod Monmouths bystyre installere en keramisk mosaik i form af en rund plint med 40 fliser, der illustrerer over 2000 års lokal historie.

## Billeder af broen
- Plinten installeret ved årtusindskiftet
- Monnow Bridge med tårn, 1915
- Monnow Bridge, blyant- og laveringsstik, Thomas Hearne, 1780'erne
- Broen set fra øst
- Udsyn mod øst gennem buerne mod byens centrum
- Marked med landbrugsprodukter på fodgængerbroen, 2008
- Opstemning neden for Monnow Bridge